# Seznam dílů seriálu The Republic of Sarah
Toto je seznam dílů seriálu The Republic of Sarah. Americký dramatický televizní seriál The Republic of Sarah vysílala stanice The CW v roce 2021, celkově vzniklo 13 dílů.

## Přehled řad
| Řada | Díly | Zveřejnění v USA | Zveřejnění v USA |
| Řada | Díly | První díl        | Poslední díl     |
| ---- | ---- | ---------------- | ---------------- |
| 1    | 13   | 14. června 2021  | 6. září 2021     |

## Seznam dílů
| Č. v seriálu | Původní název                       | Režie             | Scénář                               | Premiéra v USA    |
| ------------ | ----------------------------------- | ----------------- | ------------------------------------ | ----------------- |
| 1            | Pilot                               | Kat Candler       | Jeffrey Paul King                    | 14. června 2021   |
| 2            | Power                               | Erica Dunton      | Jeffrey Paul King                    | 21. června 2021   |
| 3            | The Lines Between Us                | Erica Dunton      | Debra Fordham                        | 28. června 2021   |
| 4            | In Us We Trust                      | PJ Pesce          | Katie Wech                           | 5. července 2021  |
| 5            | The Criminals It Deserves           | PJ Pesce          | Kevin A. Garnett                     | 12. července 2021 |
| 6            | A Show of Hands                     | Megan Follows     | Franki Butler                        | 19. července 2021 |
| 7            | Sanctuary                           | Megan Follows     | Jessica Mena Esteves                 | 26. července 2021 |
| 8            | The Perfect Conditions for Disaster | Yangzom Brauen    | Katie Wech                           | 2. srpna 2021     |
| 9            | Sons and Daughters                  | Yangzom Brauen    | Jeffrey Paul King a Debra Fordham    | 9. srpna 2021     |
| 10           | From Simple Sources                 | Rachel Raimist    | Anna Mackey                          | 16. srpna 2021    |
| 11           | Pledge Allegiance                   | Rachel Raimist    | Franki Butler                        | 23. srpna 2021    |
| 12           | Two Imposters                       | Catriona McKenzie | Debra Fordham a Jessica Mena Esteves | 30. srpna 2021    |
| 13           | The Last Rabbit                     | Catriona McKenzie | Kevin A. Garnett                     | 6. září 2021      |